# Greyfriars Kirkyard

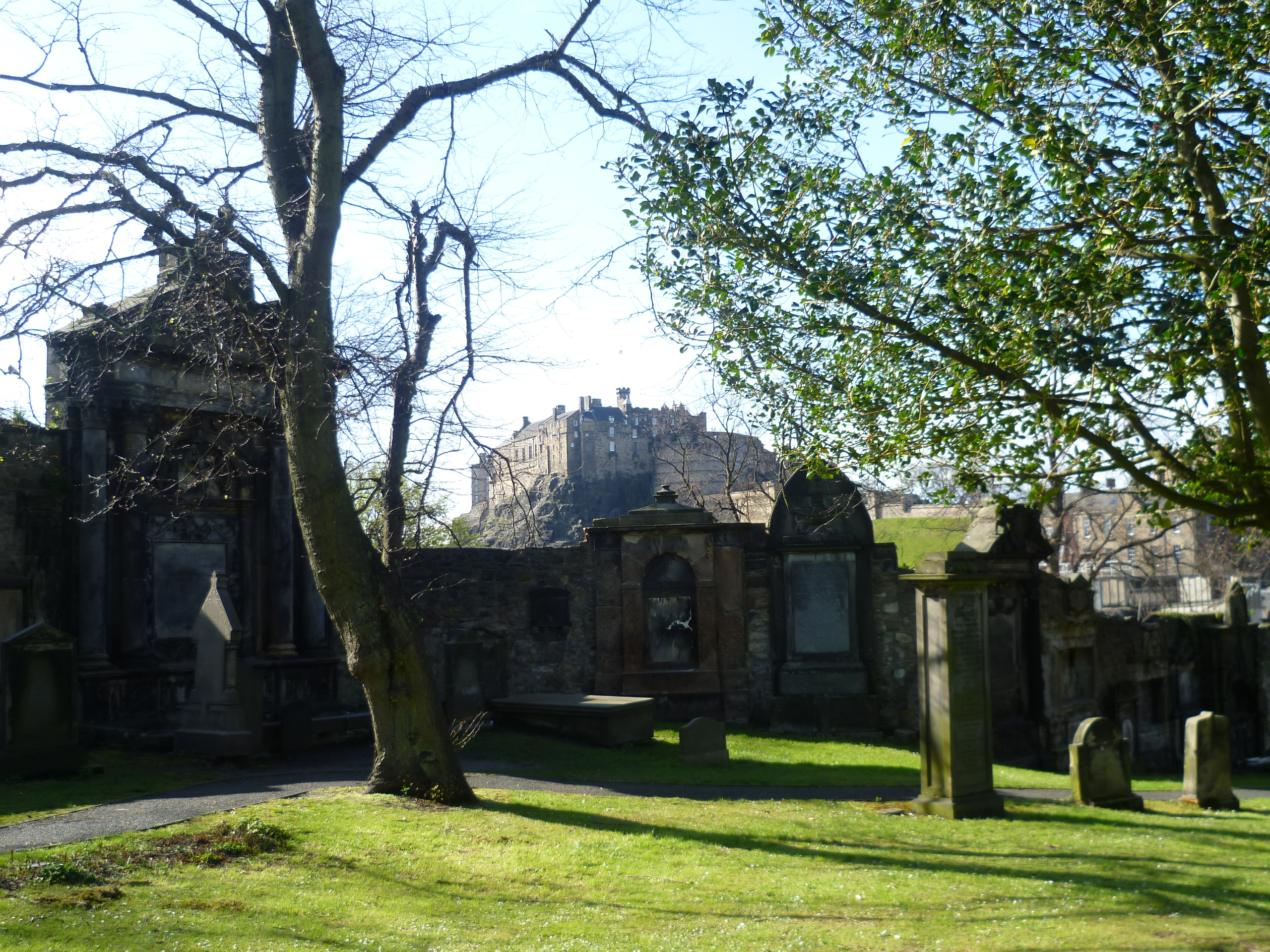
Greyfriars Kirkyard

Greyfriars Kirkyard ist der Kirchhof rund um Greyfriars Kirk in Edinburgh. Er liegt am südlichen Ende des historischen Stadtkerns. Begräbnisse finden hier seit dem späten 16. Jahrhundert statt. Eine Reihe prominenter Edinburgher ist hier begraben. Der Friedhof wird gemeinsam von der Stadtverwaltung und einer gemeinnützigen Vereinigung betrieben. Diese ist der Kirche verbunden, aber formell von ihr unabhängig. Der Friedhof mit seinen Monumenten ist in den schottischen Denkmallisten in der höchsten Kategorie A gelistet.

## Geschichte
Der Name Greyfriars geht auf das Franziskanerkloster zurück, das sich hier befand und 1559 aufgelöst wurde. Der Kirchhof wurde 1561–1562 eingerichtet, um den vollen Friedhof von St Giles’ Cathedral zu entlasten. Ein Dokument des Stadtrats vom 23. April 1561 hält dazu fest:

“Because it is thoct gude that thair be na buriall within the Kirk, and that the kirk-zaird is nocht of sufficient rowme for bureing of the deid, and for esdrewing of the savour and inconvenientis that may follow thairupon in the heit of somer, it would be providit that ane buriall place be maid farrer from the myddis of the town, sic as in the Greyfreir zaird and the somyn biggit and maid close.”

„Weil es für richtig gehalten wird, dass keine Bestattungen in der Kirche mehr stattfinden sollen, und weil der Kirchhof dort nicht genug Platz zu bieten scheint, um die Toten zu bestatten, mit Rücksicht auf den Geruch und die Unbill in der Sommerhitze, sei eine Bestattungsstätte weiter weg von der Stadtmitte vorgesehen, so wie in Greyfriars yard, und dieser sollte errichtet und sicher gemacht werden.“

Der Kirchhof spielte eine Rolle in der Geschichte der Covenanters. Deren Bewegung begann mit der Unterzeichnung des National Covenant (Abkommens) in der Greyfriars Kirk am 28. Februar 1638. 1679 verloren die militanten Covenanters die Schlacht von Bothwell Bridge. Nach dieser Niederlage wurden rund 1.200 von ihnen auf einem Feld südlich des Kirchhofs gefangen gehalten. Im 18. Jahrhundert wurden Teile dieses Feldes in den Kirchhof einbezogen. Grabgewölbe dort werden Covenanters’ prison genannt.
In der Pioniertagen der Fotografie in den 1840er Jahren nutzten Fotografen wie David Octavius Hill und Robert Adamson den Friedhof als szenische Kulisse für Porträts und Tableaux vivants.

## Grabmäler
Geschlossene Grabgewölbe finden sich hauptsächlich am Südende des Kirchhofs und im Covenanters’ prison. Sie haben entweder solide Mauern oder Eisengitter, um Leichenräuber abzuschrecken. Im frühen 18. Jahrhundert war der Raub von Leichen, um sie für anatomische oder medizinische Zwecke zu verkaufen, ein einträgliches Geschäft. Erst der Anatomy Act von 1832, der die legale Nutzung von Leichen unter bestimmten Voraussetzungen erlaubte, setzte dem ein Ende.
Zu den bemerkenswerten Grabmälern gehört das Martyr’s Monument, das Covenanters gewidmet ist, die in der Killing Time 1661–1688 hingerichtet wurden. Das Grabmal des Anwalts George Mackenzie im italienischen Stil wurde vom Architekten James Smith entworfen. Es ist Donato Bramantes Tempietto di San Pietro nachempfunden. Duncan Ban MacIntyres Grabmal wurde 2005 renoviert. Das Grabmal von John Byres of Coates von 1629 ist eine der letzten Arbeiten des königlichen Steinbildhauers William Wallace.

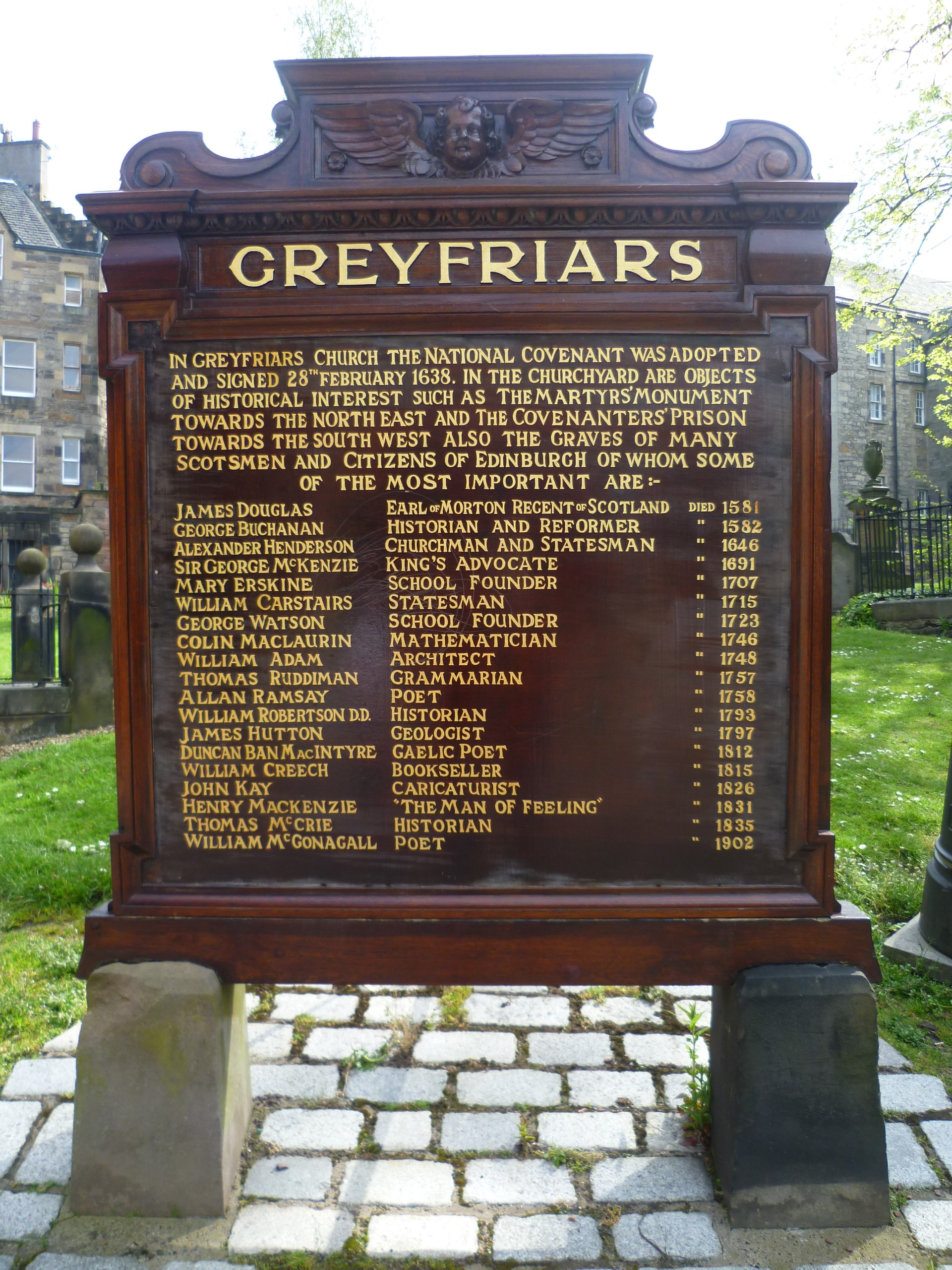
Prominente Verstorbene
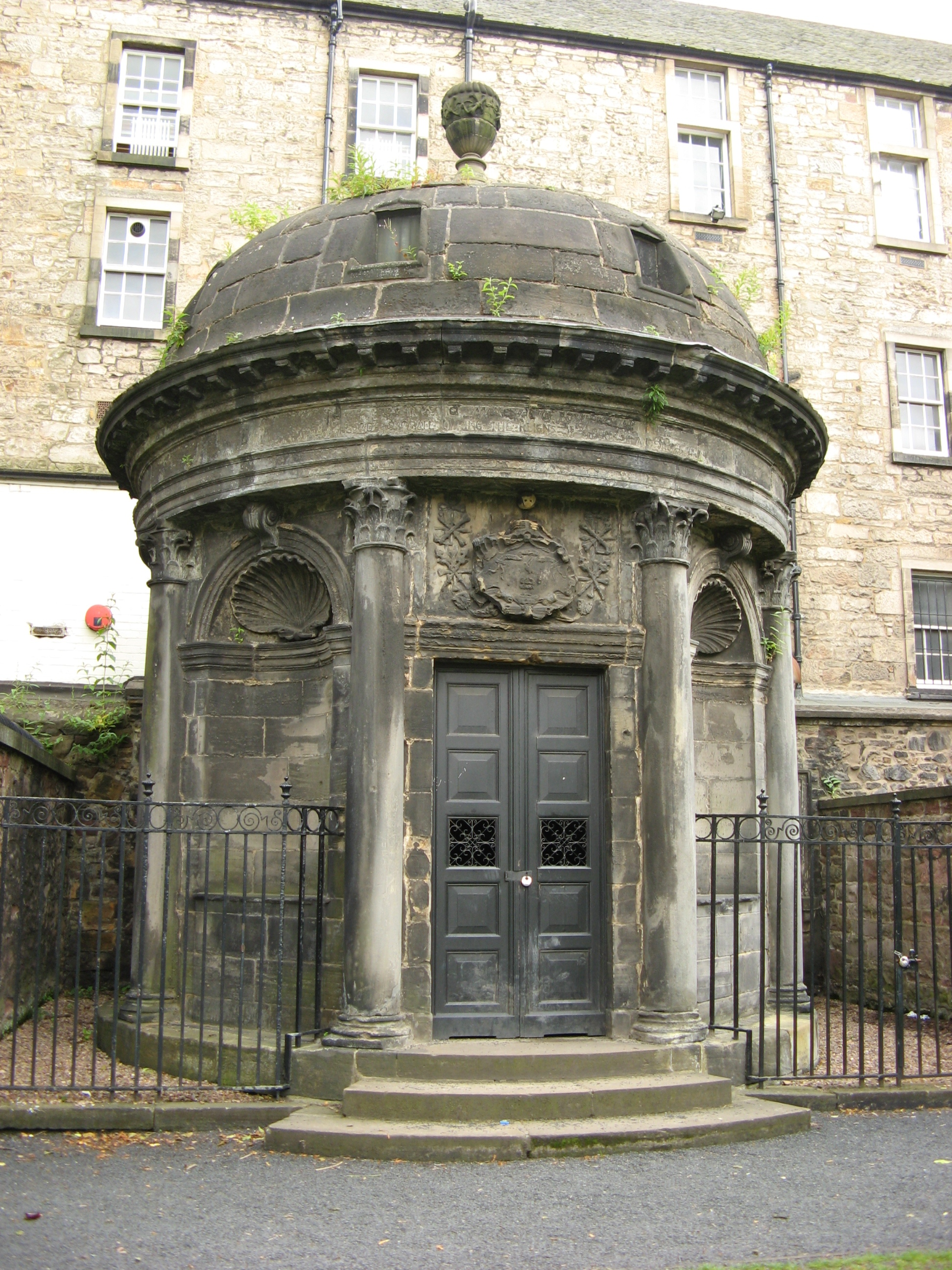
Grabmal von Sir George Mackenzie
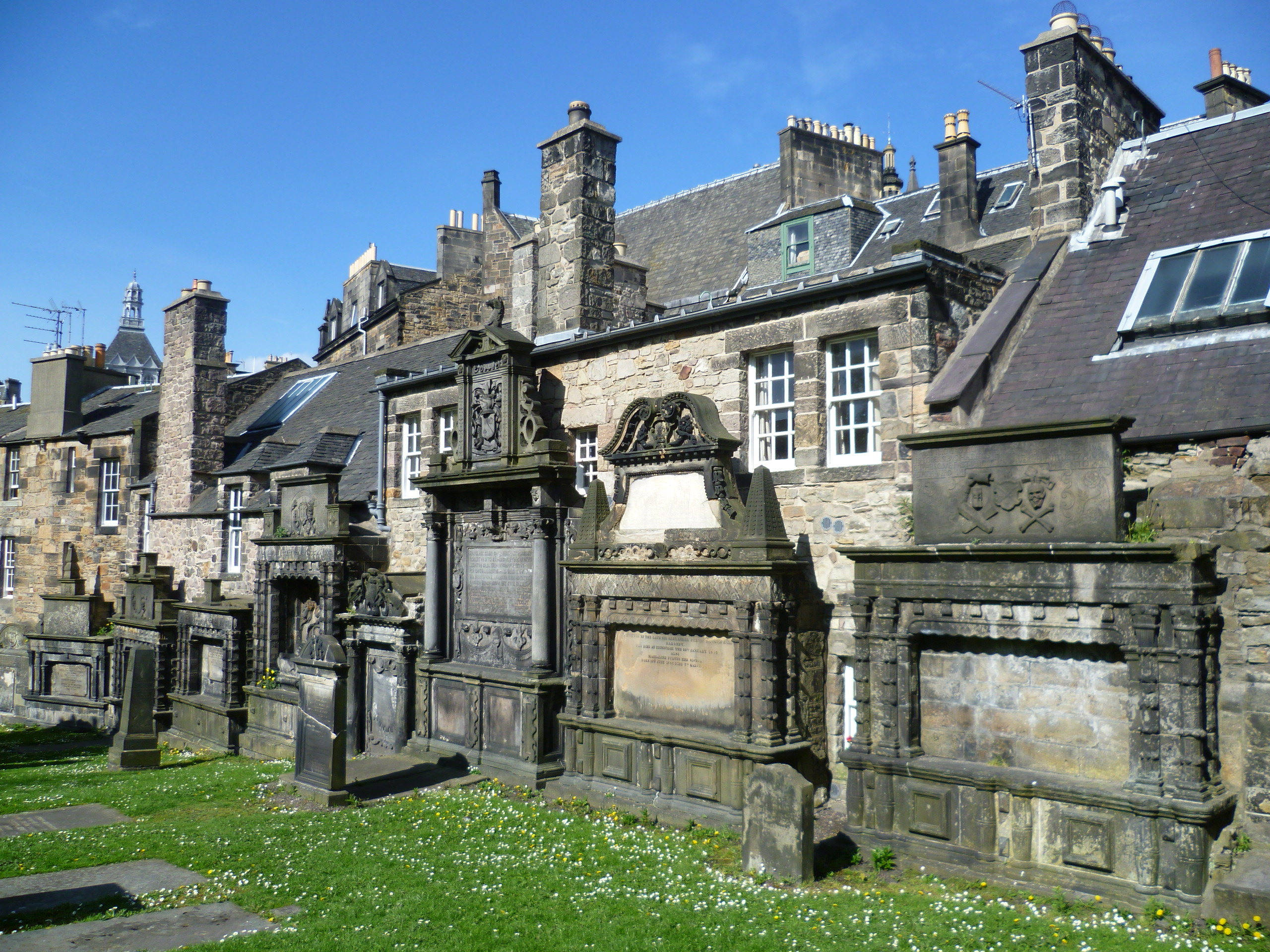
Grabmäler an der Ostmauer
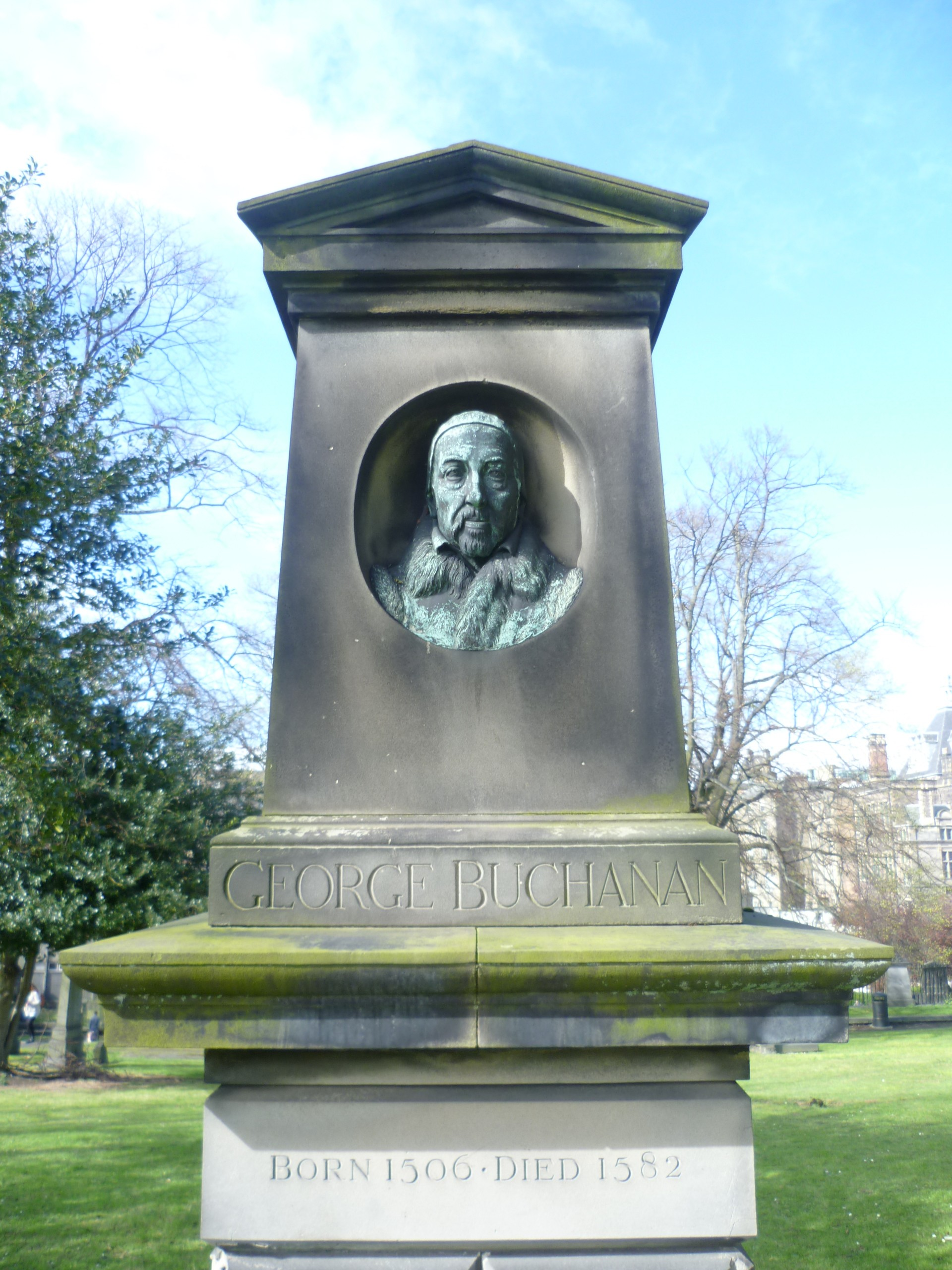
Epitaph für George Buchanan
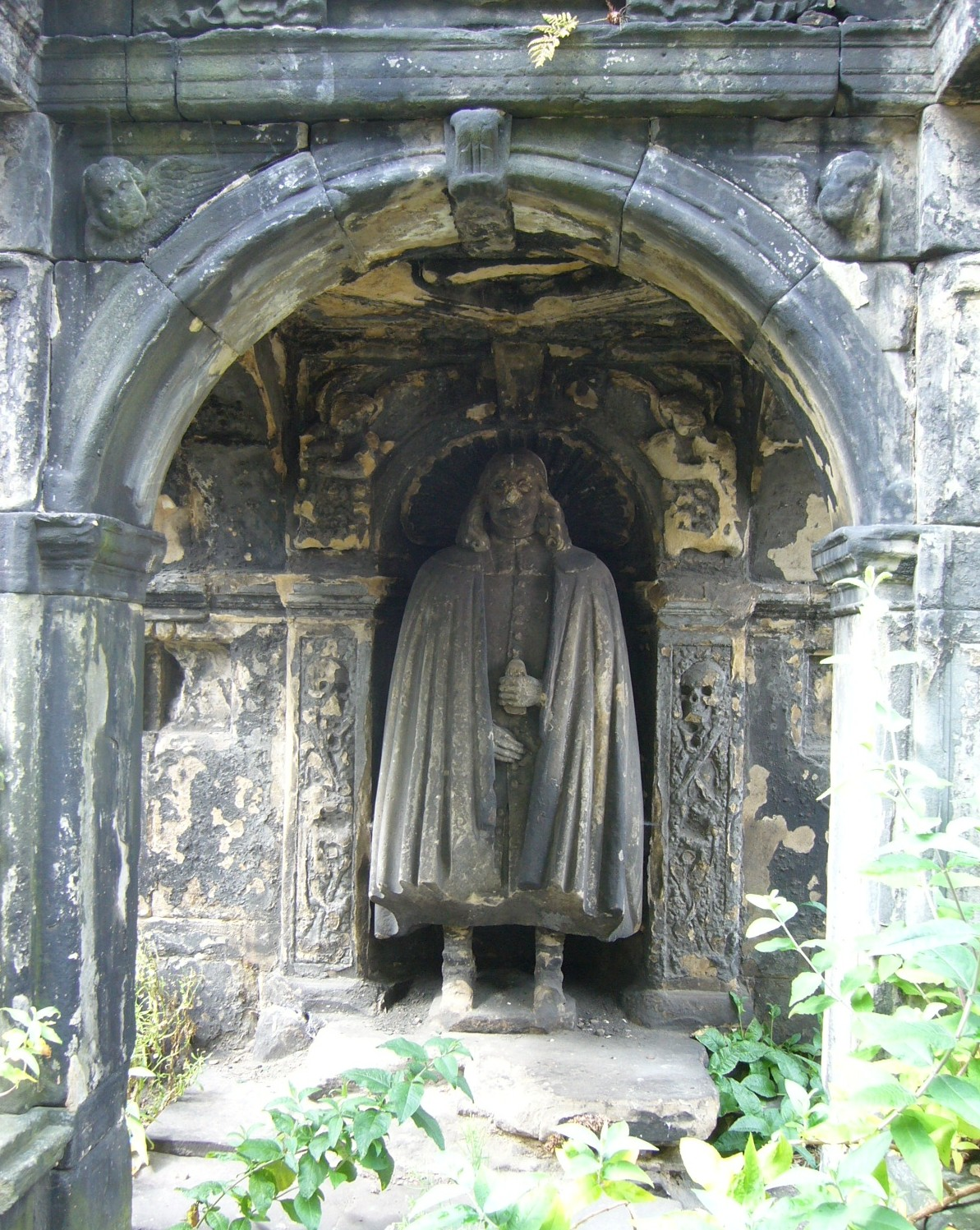
Grabmal von John Bayne of Pitcairlie, 17. Jahrhundert
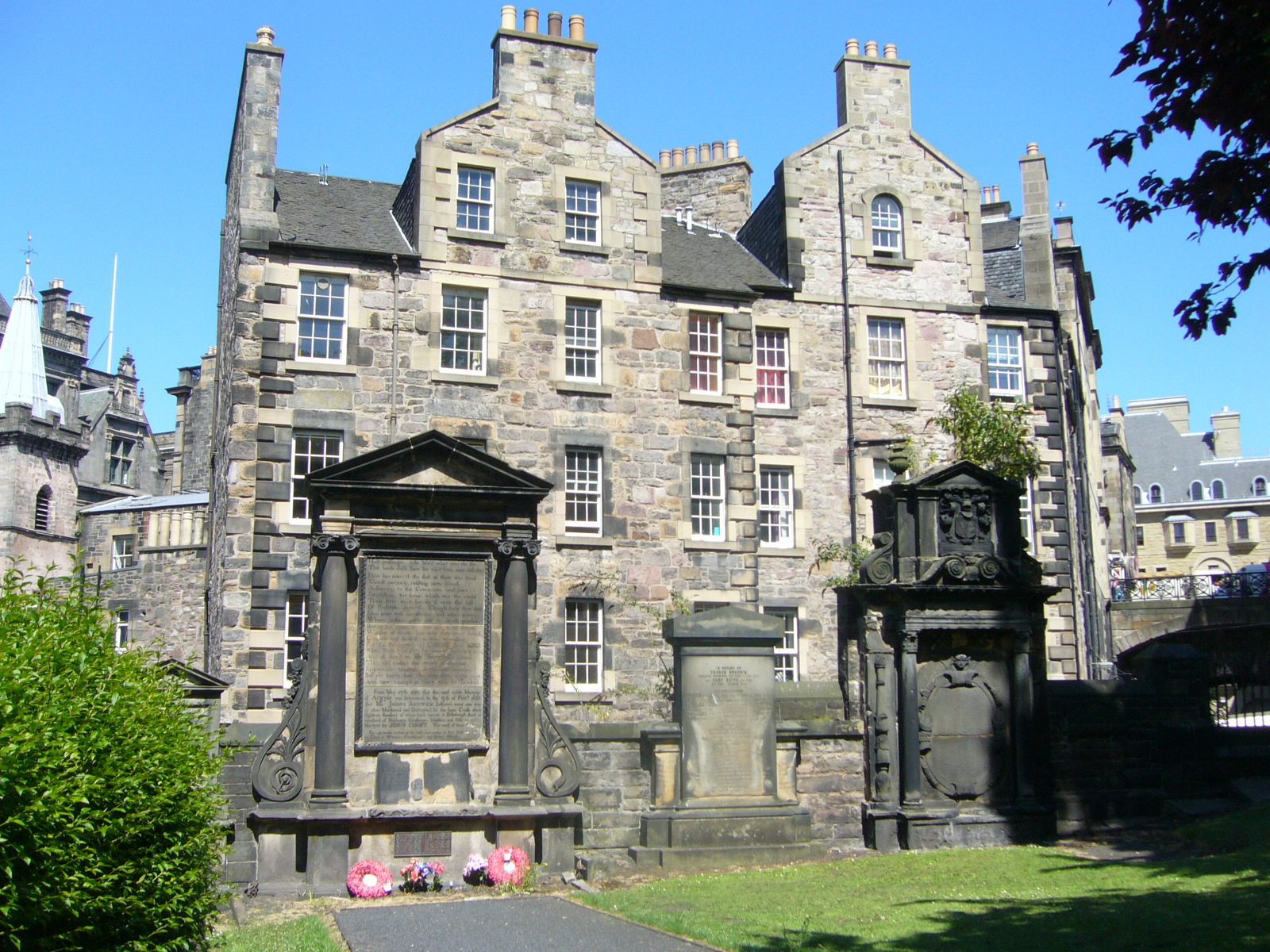
Martyr’s Monument (links)
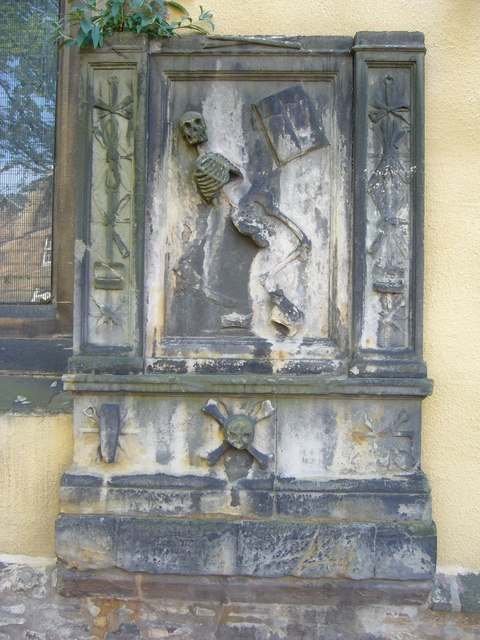
Grabmal des Chirurgen James Borthwick, † 1676
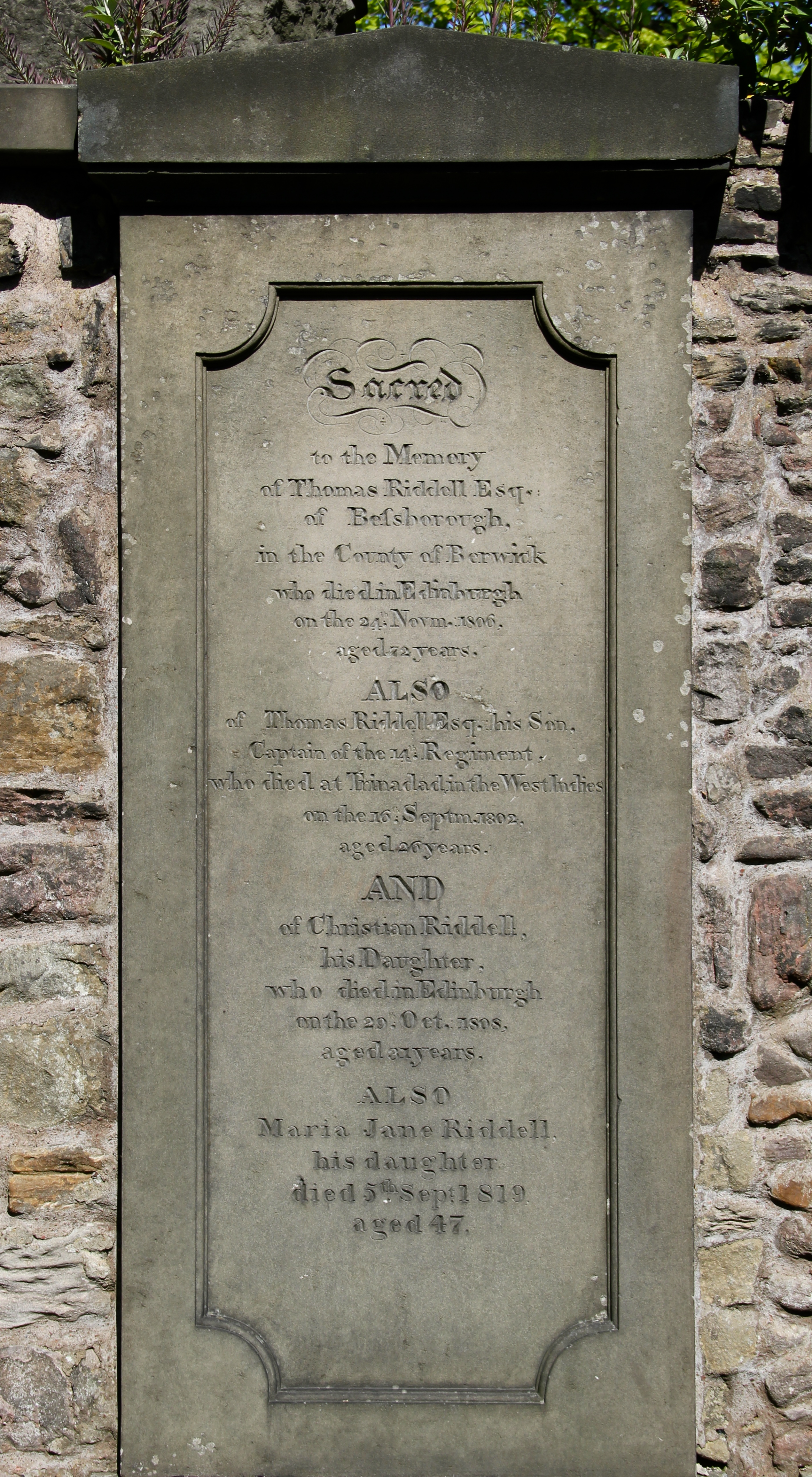
Thomas Riddells Grabmal inspirierte Joanne K. Rowling vermutlich zu ihrer Figur Lord Voldemort, geboren als Tom Riddle
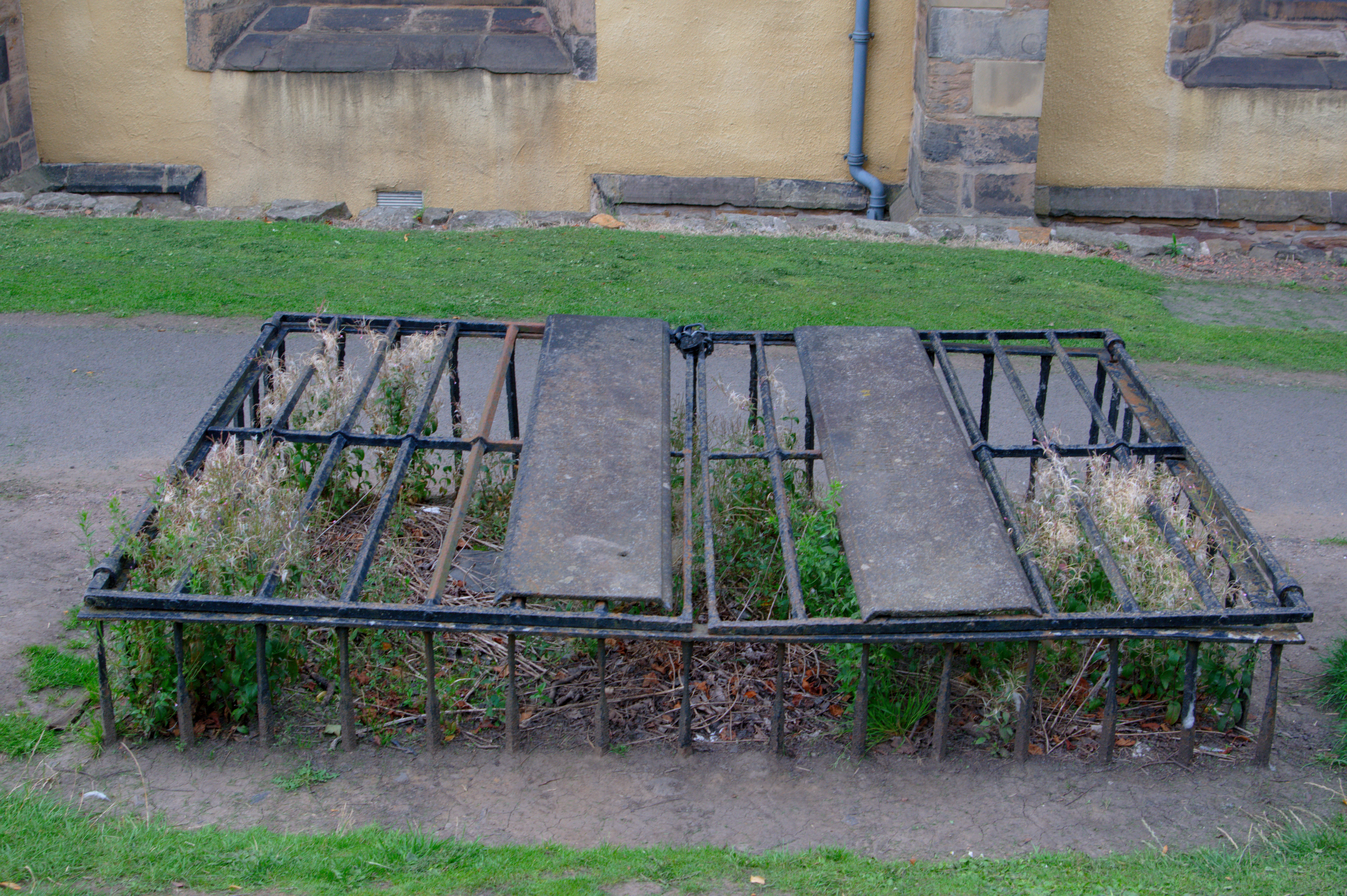
Mortsafe

## Bekannte Verstorbene

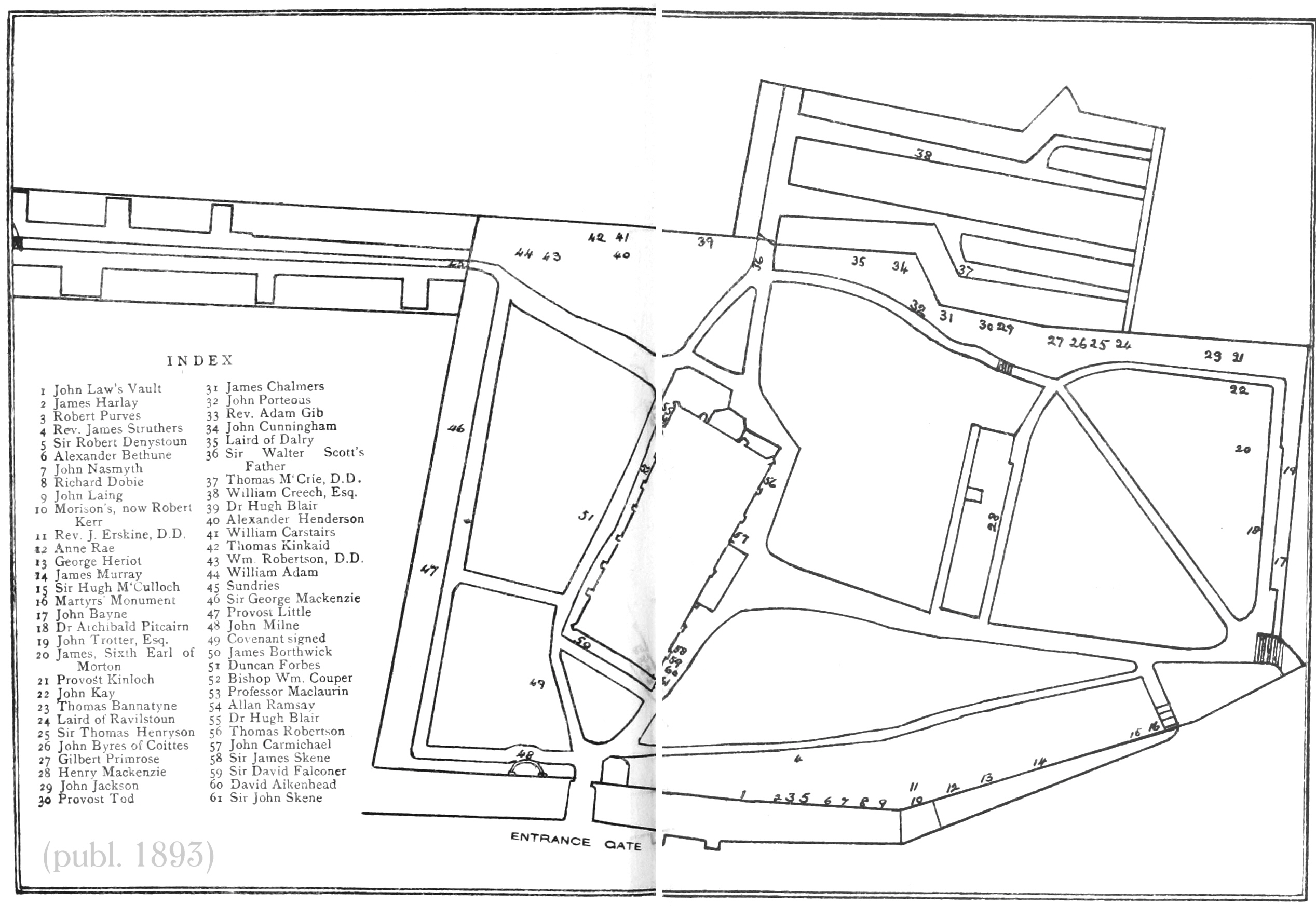
Übersichtsplan von 1893 mit Lagebezeichnung prominenter Gräber

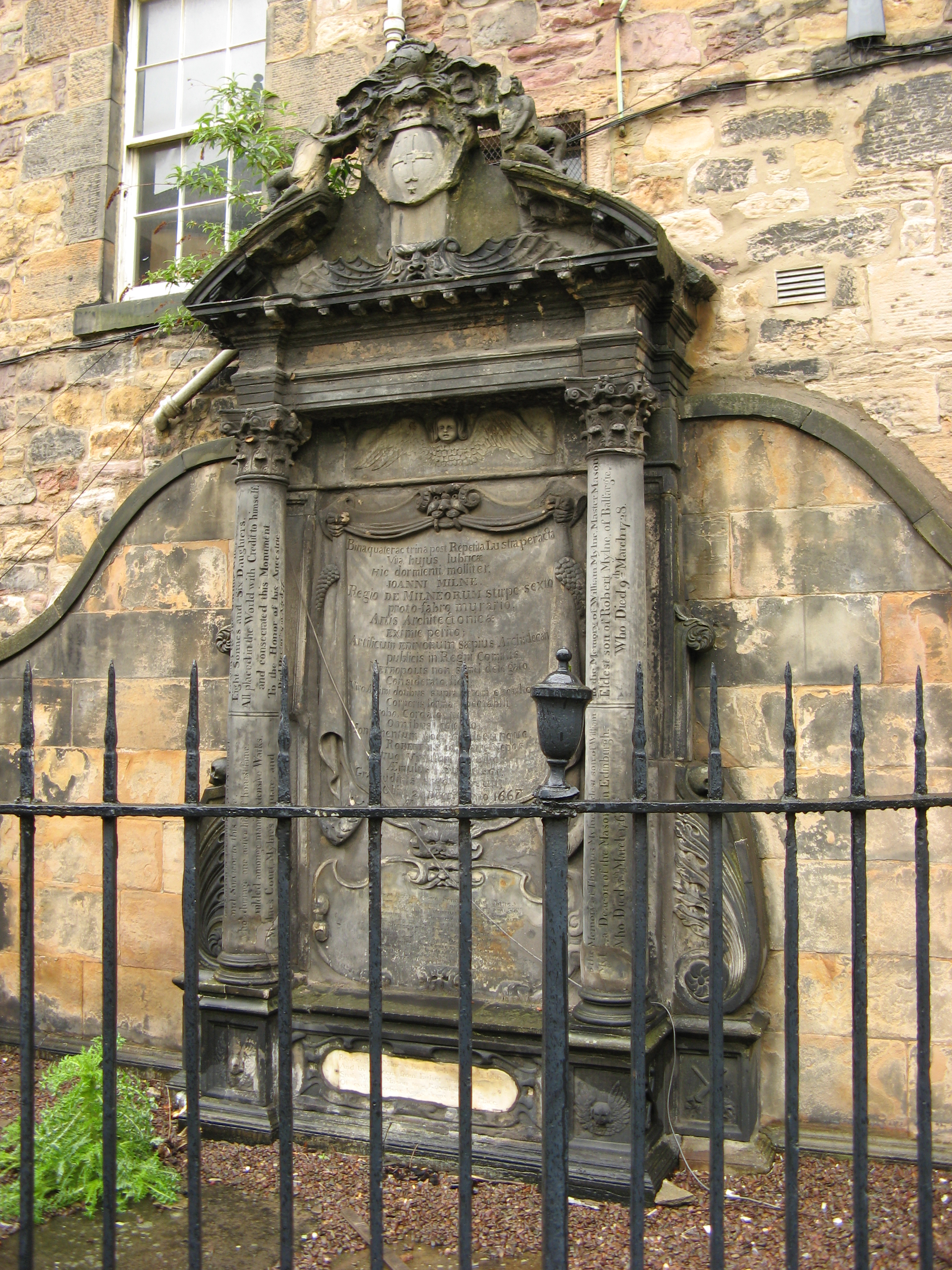
Epitaph für John Mylne, errichtet von seinem Neffen Robert

- James Douglas, 4. Earl of Morton (1525–1581)
- George Buchanan (1506–1582), Philosoph und Historiker
- Alexander Henderson (1583–1646), Theologe und Staatsmann
- John Mylne (1611–1667), Steinbildhauer und Architekt
- Archibald Campbell, 9. Earl of Argyll (1629–1685)
- George Mackenzie (1636–1691), Anwalt
- Mary Erskine (1629–1708), Gründerin der Mary Erskine School
- Archibald Pitcairne (1652–1713), Arzt
- William Carstares (1649–1715), Kleriker und Staatsmann
- George Watson (1654–1723), Bankkaufmann und Gründer des George Watson’s College
- Colin Maclaurin (1698–1746), Mathematiker
- Duncan Forbes, Lord Culloden (1685–1747), Politiker und Richter
- William Adam (1689–1748), Architekt
- Thomas Ruddiman (1674–1757), Sprachwissenschaftler
- Allan Ramsay (1686–1758), Dichter
- James Stirling (1692–1770), Mathematiker
- William Robertson (1721–1793), Historiker
- James Graham (1745–1794), Arzt und früher Sexologe
- James Craig (1739–1795), Architekt, Gestalter der Edinburgher New Town
- James Hutton (1726–1797), Geologe
- Joseph Black (1728–1799), Arzt
- Duncan Ban MacIntyre (1724–1812), Gälischer Dichter
- Henry Mackenzie (1745–1831), Schriftsteller
- Thomas McCrie (1772–1835), Historiker
- William Farquhar, (circa 1770–1839), erster Resident of Singapore (Gouverneur von Singapur)
- William Wallace (1768–1843), Mathematiker
- William McGonagall (1825–1902), Dichter (nicht bezeichnete Grabstätte)

Am Eingang des Friedhofs, auf nicht geweihtem Grund, liegt die Grabstätte des Hundes Greyfriars Bobby, 1981 von der Dog Aid Society errichtet. Das Grab des Polizeioffiziers John Gray, seines Herrchens, an dem der Hund angeblich vierzehn Jahre ausgeharrt haben soll, liegt am östlichen Weg, rund 30 m nördlich des Eingangs.

## Spukgeschichten

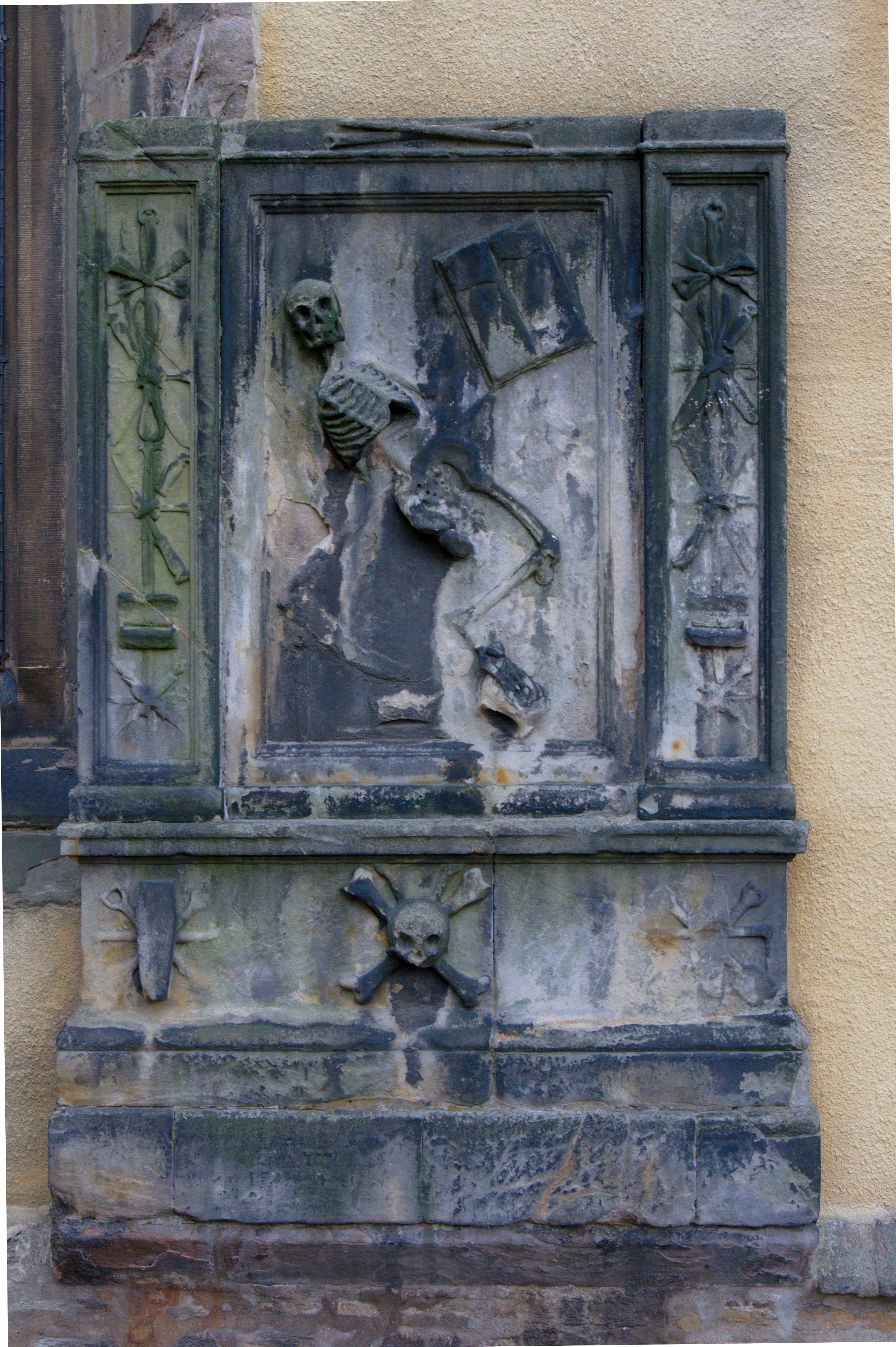
Reliefskulptur an der Greyfriars Kirk

1999 brach ein Obdachloser Henry Mackenzies Steinsarkophag auf, um ihn als Nachtquartier zu nutzen. Seitdem ranken sich Spukgeschichten um den Geist des Verstorbenen, den sogenannten Mackenzie-Poltergeist. Nächtliche Besucher berichten von Schürfwunden und Blutergüssen, die sie nach dem Friedhofsbesuch an sich entdeckten. Von gebrochenen Fingern und Zusammenbrüchen wurde berichtet; auch für einzelne Todesfälle auf dem Friedhof wird der Poltergeist verantwortlich gemacht.
2000 behauptete ein sogenannter Exorzist, böse Mächte auf dem Friedhof festgestellt zu haben, die ihm nach dem Leben trachteten. Einige Wochen später starb er an einem Herzinfarkt. Die Stadtverwaltung schloss daraufhin diesen Teil des Friedhofs. Der Historiker Jan Andrew Henderson konnte sie schließlich überzeugen, dort kontrollierte Besuche zuzulassen. Er entwickelte eine nächtliche geführte Tour, die zur Touristenattraktion wurde.